# Dylan Everett
Dylan Everett (Toronto, 24 gennaio 1995) è un attore canadese.
È conosciuto soprattutto per il suo ruolo in Wingin' It e in Essere Indie.

## Biografia
Il primo ruolo di Dylan è stato in una serie per bambini canadese (The Doodlebops) per due episodi all'età di 10 anni. Ha poi interpretato ruoli in film come The Devil's Mercy, Booky & the Secret Santa, Everything Is Connected, Breakfast with Scot, For All the Marbles e ha fatto una comparsa in The Dresden Files come Scott Sharpe. All'età di 13 anni interpreta 'Big Ben' nella serie The Latest Buzz. Ha anche espresso 'Wolfy' nella serie Super Why!. È poi apparso in altri ruoli fino alla sua grande occasione nel 2009 con Essere Indie (How to Be Indie) come Marlon Parks, poi nel 2010 ha continuato interpretando il protagonista della serie Family Channel Wingin' It, della quale ha filmato una seconda e terza stagione come Carl Montclaire. Ha anche ripreso il suo personaggio come Marlon Parks per filmare una seconda serie di How to be Indie che ha debuttato nell'autunno 2010. Nel febbraio 2012 Everett si aggiunge al cast di Degrassi come Campbell "Cam" Saunders.
Nel 2013 ha preso parte alla serie Supernatural dove nella puntata 9x07 "Bad Boys" interpreta il ruolo di Dean Winchester da giovane.

## Filmografia

### Cinema
- For All the Marbles, regia di Kris Booth – cortometraggio (2006)
- Breakfast with Scot, regia di Laurie Lynd (2007)
- Everything Is Connected, regia di Jonathan Sobol – cortometraggio (2007)
- Cooper's Camera, regia di Warren P. Sonoda (2008)
- The Devil's Mercy, regia di Melanie Orr (2008)
- Fading Fast, regia di Brad Smith – cortometraggio (2009)
- Family First, regia di Chris Hanratty – cortometraggio (2010)
- Skating to New York, regia di Charles Minsky (2013)
- No Stranger Than Love, regia di Nick Wernham (2015)
- Dylan, regia di Taso Alexander – cortometraggio (2015)
- Dumb Luck, regia di Jonathan Popalis – cortometraggio (2015)
- Undercover Grandpa, regia di Eric Canuel (2017)
- Seven in Heaven, regia di Chris Eigeman (2018)
- Who You Know , regia di Jake Horowitz (2019)
- Brotherhood, regia di Richard Bell (2019)

### Televisione
- Doodlebops (The Doodlebops) – serie TV, 4 episodi (2005–2006)
- The Dresden Files – serie TV, episodio 1x01 (2007)
- The Latest Buzz – serie TV, episodio 1x04 (2007)
- Booky & the Secret Santa, regia di Peter Moss – film TV (2007)
- Teste da Test (Testees) – serie TV, episodio 1x10 (2008)
- Booky's Crush, regia di Peter Moss – film TV (2009)
- Essere Indie (How to Be Indie) – serie TV, 52 episodi (2009-2011)
- What's Up Warthogs! – serie TV, episodio 2x12 (2010)
- Nemici per la pelle (Frenemies), regia di Daisy Mayer – film TV (2012)
- Sunshine Sketches of a Little Town, regia di Don McBrearty – film TV (2012)
- Wingin' It – serie TV, 51 episodi (2010-2012)
- Life with Boys – serie TV, episodio 2x01 (2012)
- Flashpoint – serie TV, episodio 5x09 (2012)
- Degrassi: The Next Generation – serie TV, 34 episodi (2012-2013)
- Supernatural – serie TV, episodi 9x07-10x12-11x08 (2013-2015)
- Seed – serie TV, episodio 2x10 (2014)
- Rookie Blue – serie TV, episodio 5x08 (2014)
- Dietro le quinte (The Unauthorized Saved by the Bell Story), regia di Jason Lapeyre – film TV (2014)
- Open Heart – serie TV, 4 episodi (2015)
- Annedroids – serie TV, 4 episodi (2016-2017)
- Insomnia – serie TV, 8 episodi (2018)
- Pure – serie TV, 12 episodi (2017-2019)
- Nurses - Nel cuore dell'emergenza – serie TV, episodio 2x02-2x06 (2022)

### Doppiaggio
- Snap in Dex Hamilton: Alien Entomologist
- Wolfy in Super Why!

## Riconoscimenti
- Gemini Award
  - 2009 – Candidatura al miglior attore non protagonista in un Programma Drammatico o Mini Serie[1] per Booky's Crush

- Young Artist Award
  - 2008 – Candidatura al migliore Prestazione in una Serie televisiva – Miglior giovane attore protagonista[2] per The Dresden Files
  - 2009 – Candidatura al migliore Prestazione in un Cortometraggio – Miglior giovane attore non protagonista[3] per The Devil's Mercy
  - 2011 – Candidatura al miglior attore non protagonista in un Programma Drammatico o Mini Serie[4] per Wingin' It
  - 2012 – Migliore Prestazione in una Serie televisiva – Miglior Giovane Attore[5] per Wingin' It

## Doppiatori italiani
Nelle versioni in italiano delle opere in cui ha recitato, Dylan Everett è stato doppiato da:
- Alessio Puccio in Undercover Grandpa
- Federico Viola in Nemici per la pelle
- Alessio De Filippis in Essere Indie
- Dario Sansalone in Nurses - Nel cuore dell'emergenza
- Manuel Meli in Wigin' It